# Arrondissement du Pays-de-Leipzig

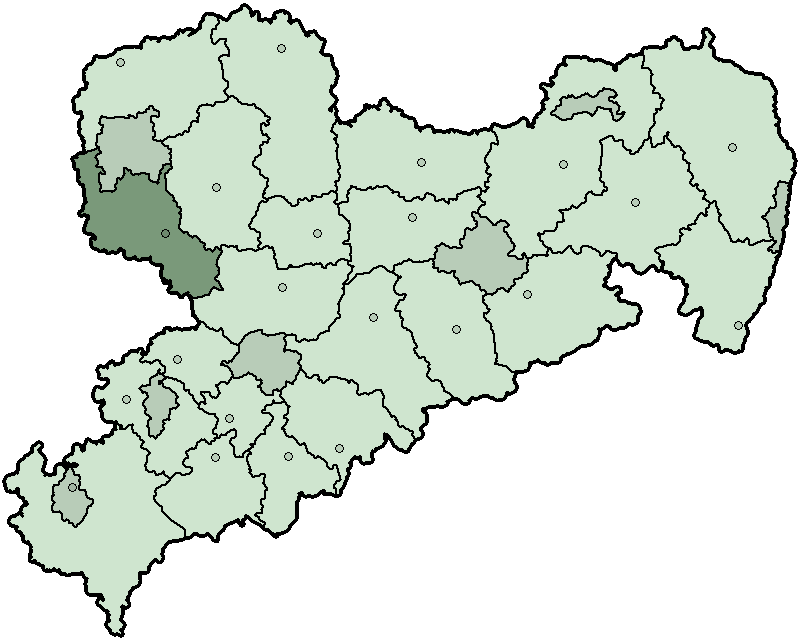
Localisation de l'ancien arrondissement en Saxe

L'arrondissement du Pays-de-Leipzig (Landkreis Leipziger Land) était de 1994 à 2008 un arrondissement du Land de Saxe, en Allemagne. Il faisait partie du district de Leipzig et son chef-lieu était Borna.
Dans le cadre de la réforme des arrondissements de Saxe de 2008, il fut regroupé le 1er août 2008 avec l'arrondissement de la Vallée-de-Mulde pour former l'arrondissement de Leipzig.

## Villes et Communes
(nombre d'habitants en 2007)
| Villes 1. Böhlen (6.943) 2. Borna (22.077) 3. Frohburg (7.821) 4. Geithain (6.205) 5. Groitzsch (8.425) 6. Kitzscher (5.905) 7. Kohren-Sahlis (3.060) 8. Markkleeberg (23.913) 9. Markranstädt (15.525) 10. Pegau (4.751) 11. Regis-Breitingen (4.270) 12. Rötha (4.065) 13. Zwenkau (8.929) Verwaltungsgemeinschaften - Verwaltungsgemeinschaft Frohburg mit den Mitgliedsgemeinden Frohburg und Eulatal - Verwaltungsgemeinschaft Geithain mit den Mitgliedsgemeinden Geithain und Narsdorf - Verwaltungsgemeinschaft Pegau mit den Mitgliedsgemeinden Elstertrebnitz, Kitzen und Pegau - Verwaltungsgemeinschaft Regis-Breitingen mit den Mitgliedsgemeinden Deutzen und Regis-Breitingen - Verwaltungsgemeinschaft Rötha mit den Mitgliedsgemeinden Espenhain und Rötha | Communes 1. Deutzen (2.020) 2. Elstertrebnitz (1.472) 3. Espenhain (2.682) 4. Eulatal (3.527) 5. Großpösna (5.544) 6. Kitzen (1.989) 7. Narsdorf (1.855) 8. Neukieritzsch (5.974) |